# Алессандро Голінуччі
Алессандро Голінуччі (італ. Alessandro Golinucci, нар. 10 жовтня 1994, Сан-Марино) — санмаринський футболіст, півзахисник клубу «Віртус» та національної збірної Сан-Марино.

## Клубна кар'єра
У дорослому футболі дебютував 2011 року виступами в італійському нижчоліговому «Саммаурезе», в якій провів два сезони, взявши участь у 48 матчах чемпіонату.  Більшість часу, проведеного у складі У складі, був основним гравцем команди.
Згодом, також на рівні шостого італійського дивізіону, у 2013–2021 роках грав за «Тропікаль Коріано» та «П'єтракуту». 
До складу санмаринського «Віртуса» приєднався 2021 року. Станом на 20 жовтня 2023 року відіграв за команду з Аккуавіви 56 матчів в національному чемпіонаті.

## Виступи за збірні
2010 року дебютував у складі юнацької збірної Сан-Марино (U-17), загалом на юнацькому рівні взяв участь у 5 іграх.
Протягом 2012–2016 років залучався до складу молодіжної збірної Сан-Марино. На молодіжному рівні зіграв у 18 офіційних матчах.
2015 року дебютував в офіційних матчах у складі національної збірної Сан-Марино.
| Дата       | Місто                  | Господарі         | Результат | Гості               | Турнір                               | Голи | Примітки |
| ---------- | ---------------------- | ----------------- | --------- | ------------------- | ------------------------------------ | ---- | -------- |
| 27-3-2015  | Любляна                | Словенія          | 6 – 0     | Сан-Марино          | Відбір до ЧЄ 2016                    | -    | 84'      |
| 31-3-2015  | Ешен                   | Ліхтенштейн       | 1 – 0     | Сан-Марино          | товариський матч                     | -    | 49' 75'  |
| 22-2-2017  | Серравалле             | Сан-Марино        | 0 – 2     | Андорра             | товариський матч                     | -    | 46'      |
| 10-6-2017  | Нюрнберг               | Німеччина         | 7 – 0     | Сан-Марино          | Відбір до ЧС 2018                    | -    |          |
| 1-9-2017   | Серравалле             | Сан-Марино        | 0 – 3     | Північна Ірландія   | Відбір до ЧС 2018                    | -    | 81'      |
| 4-9-2017   | Баку                   | Азербайджан       | 5 – 1     | Сан-Марино          | Відбір до ЧС 2018                    | -    |          |
| 12-10-2018 | Кишинів                | Молдова           | 2 – 0     | Сан-Марино          | Ліга націй УЄФА 2018-2019 - 1-й етап | -    | 84'      |
| 15-10-2018 | Люксембург             | Люксембург        | 3 – 0     | Сан-Марино          | Ліга націй УЄФА 2018-2019 - 1-й етап | -    | 85'      |
| 15-11-2018 | Серравалле             | Сан-Марино        | 0 – 1     | Молдова             | Ліга націй УЄФА 2018-2019 - 1-й етап | -    | 77'      |
| 18-11-2018 | Серравалле             | Сан-Марино        | 0 – 2     | Білорусь            | Ліга націй УЄФА 2018-2019 - 1-й етап | -    |          |
| 24-3-2019  | Серравалле             | Сан-Марино        | 0 – 2     | Шотландія           | Відбір до ЧЄ 2020                    | -    |          |
| 8-6-2019   | Саранськ               | Росія             | 9 – 0     | Сан-Марино          | Відбір до ЧЄ 2020                    | -    | 64'      |
| 6-9-2019   | Серравалле             | Сан-Марино        | 0 – 4     | Бельгія             | Відбір до ЧЄ 2020                    | -    | 66'      |
| 9-9-2019   | Серравалле             | Сан-Марино        | 0 – 4     | Кіпр                | Відбір до ЧЄ 2020                    | -    |          |
| 10-10-2019 | Брюссель               | Бельгія           | 9 – 0     | Сан-Марино          | Відбір до ЧЄ 2020                    | -    | 46'      |
| 13-10-2019 | Глазго                 | Шотландія         | 6 – 0     | Сан-Марино          | Відбір до ЧЄ 2020                    | -    | 53'      |
| 16-11-2019 | Серравалле             | Сан-Марино        | 1 – 3     | Казахстан           | Відбір до ЧЄ 2020                    | -    | 60'      |
| 8-9-2020   | Серравалле             | Сан-Марино        | 0 – 2     | Ліхтенштейн         | Ліга націй УЄФА 2020-2021 - 1-й етап | -    | 46' 50'  |
| 7-10-2020  | Любляна                | Словенія          | 4 – 0     | Сан-Марино          | товариський матч                     | -    | 63'      |
| 11-11-2020 | Серравалле             | Сан-Марино        | 0 – 3     | Латвія              | товариський матч                     | -    | 44' 46'  |
| 14-11-2020 | Серравалле             | Сан-Марино        | 0 – 0     | Гібралтар           | Ліга націй УЄФА 2020-2021 - 1-й етап | -    |          |
| 28-5-2021  | Кальярі                | Італія            | 7 – 0     | Сан-Марино          | товариський матч                     | -    | 87'      |
| 1-6-2021   | Приштина               | Косово            | 4 – 1     | Сан-Марино          | товариський матч                     | -    | 68'      |
| 8-9-2021   | Тирана                 | Албанія           | 5 – 0     | Сан-Марино          | Відбір до ЧС 2022                    | -    |          |
| 9-10-2021  | Варшава                | Польща            | 5 – 0     | Сан-Марино          | Відбір до ЧС 2022                    | -    | 66'      |
| 12-10-2021 | Серравалле             | Сан-Марино        | 0 – 3     | Андорра             | Відбір до ЧС 2022                    | -    |          |
| 12-11-2021 | Будапешт               | Угорщина          | 4 – 0     | Сан-Марино          | Відбір до ЧС 2022                    | -    | 60'      |
| 15-11-2021 | Серравалле             | Сан-Марино        | 0 – 10    | Англія              | Відбір до ЧС 2022                    | -    | 46'      |
| 25-3-2022  | Серравалле             | Сан-Марино        | 1 – 2     | Литва               | товариський матч                     | -    |          |
| 28-3-2022  | Сан-Педро-дель-Пінатар | Кабо-Верде        | 2 – 0     | Сан-Марино          | товариський матч                     | -    | 66'      |
| 2-6-2022   | Таллінн                | Естонія           | 2 – 0     | Сан-Марино          | Ліга націй УЄФА 2022-2023 - 1-й етап | -    | 60' 89'  |
| 5-6-2022   | Серравалле             | Сан-Марино        | 0 – 2     | Мальта              | Ліга націй УЄФА 2022-2023 - 1-й етап | -    | 63'      |
| 9-6-2022   | Серравалле             | Сан-Марино        | 0 – 1     | Ісландія            | товариський матч                     | -    | 46'      |
| 21-9-2022  | Серравалле             | Сан-Марино        | 0 – 0     | Сейшельські Острови | товариський матч                     | -    | 87'      |
| 26-9-2022  | Серравалле             | Сан-Марино        | 0 – 4     | Естонія             | Ліга націй УЄФА 2022-2023 - 1-й етап | -    | 66'      |
| 17-11-2022 | Грос-Іслет             | Сент-Люсія        | 1 – 1     | Сан-Марино          | товариський матч                     | -    | 81'      |
| 20-11-2022 | Грос-Іслет             | Сент-Люсія        | 1 – 0     | Сан-Марино          | товариський матч                     | -    | 46'      |
| 23-3-2023  | Серравалле             | Сан-Марино        | 0 – 2     | Північна Ірландія   | Відбір до ЧЄ 2024                    | -    |          |
| 26-3-2023  | Любляна                | Словенія          | 2 – 0     | Сан-Марино          | Відбір до ЧЄ 2024                    | -    |          |
| 16-6-2023  | Парма                  | Сан-Марино        | 0 – 3     | Казахстан           | Відбір до ЧЄ 2024                    | -    |          |
| 19-6-2023  | Гельсінкі              | Фінляндія         | 6 – 0     | Сан-Марино          | Відбір до ЧЄ 2024                    | -    | кап.     |
| 7-9-2023   | Копенгаген             | Данія             | 4 – 0     | Сан-Марино          | Відбір до ЧЄ 2024                    | -    | кап.     |
| 10-9-2023  | Серравалле             | Сан-Марино        | 0 – 4     | Словенія            | Відбір до ЧЄ 2024                    | -    |          |
| 14-10-2023 | Белфаст                | Північна Ірландія | 3 – 0     | Сан-Марино          | Відбір до ЧЄ 2024                    | -    |          |
| 17-10-2023 | Серравалле             | Сан-Марино        | 1 – 2     | Данія               | Відбір до ЧЄ 2024                    | 1    | кап.     |
| 17-11-2023 | Астана                 | Казахстан         | 3 – 1     | Сан-Марино          | Відбір до ЧЄ 2024                    | -    | кап.     |
| 20-11-2023 | Серравалле             | Сан-Марино        | 1 – 2     | Фінляндія           | Відбір до ЧЄ 2024                    | -    |          |
| Усього     |                        | Матчів            | 47        |                     | Голів                                | 1    |          |

## Титули і досягнення
- Чемпіон Сан-Марино: 2023-24, 2024-25
- Володар Кубка Сан-Марино: 2022-23, 2024-25
- Володар Суперкубка Сан-Марино: 2023, 2024